# MGC-383

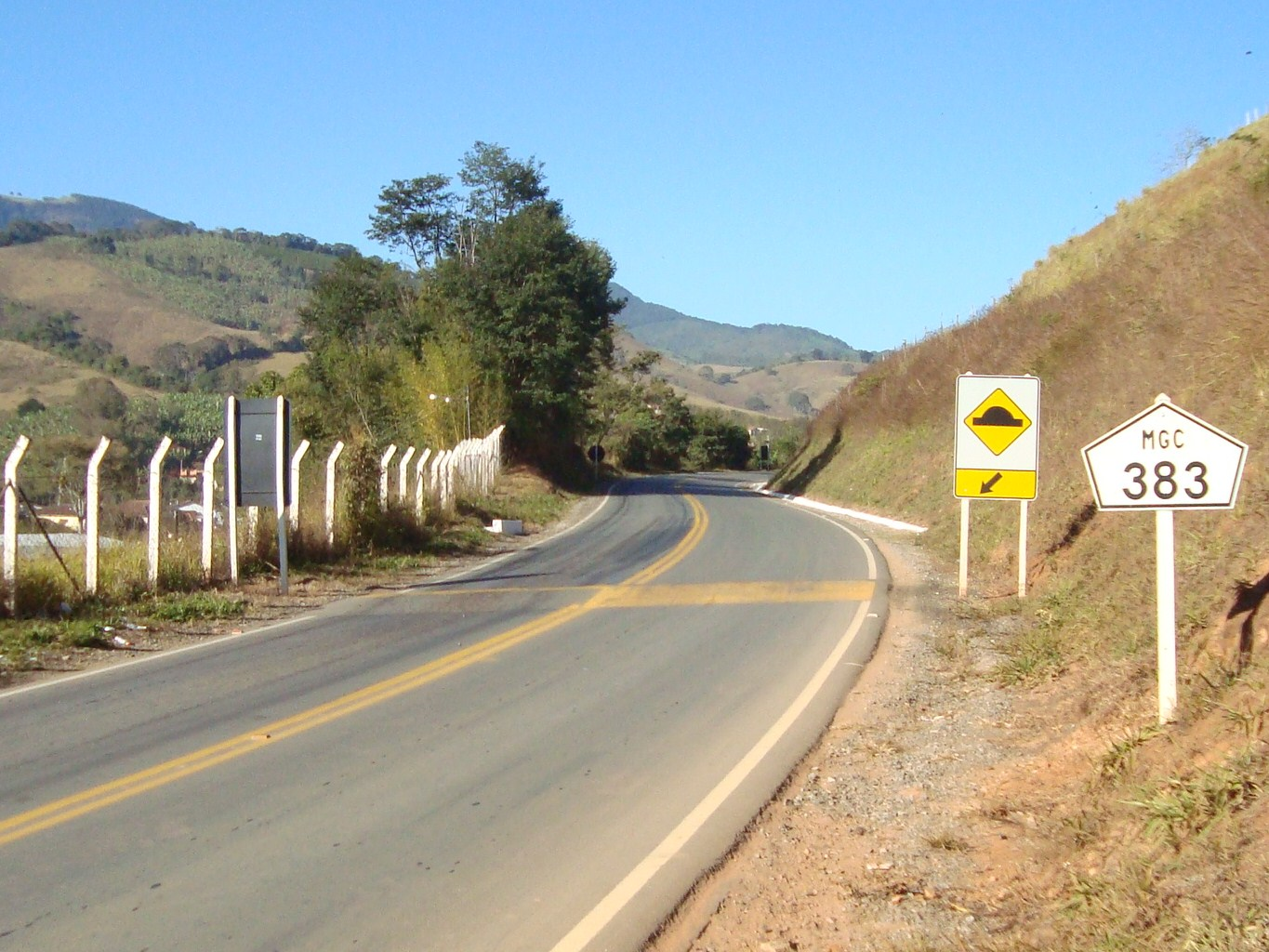
Trecho da rodovia MGC-383 em Cristina.

A MGC-383 é uma rodovia brasileira do estado de Minas Gerais que tem 186,6 km de extensão, divididos em três trechos distintos. Ela se enquadra na categoria de rodovia estadual coincidente, ou seja, é uma rodovia construída e conservada pelo governo do estado, não constante no plano rodoviário estadual,
mas coincidente com a diretriz de uma rodovia constante no plano rodoviário federal de 1973.

## Detalhamento

### Trilha dos Inconfidentes
O primeiro trecho tem 116,3 km de extensão e integra o circuito turístico Trilha dos Inconfidentes. Esse trecho liga a BR-265 em São João del-Rei à BR-267 em Baependi, passando pelos municípios de Madre de Deus de Minas, Andrelândia, São Vicente de Minas, Minduri, Aiuruoca e Cruzília.

### Circuito das Águas
No Circuito das Águas, a rodovia tem 25,5 km de extensão e vai da BR-267 em Soledade de Minas à cidade de São Lourenço.

### Caminhos do Sul de Minas
O último trecho tem 44,8 km e liga a MG-347 em Cristina à BR-459 em Itajubá, passando por Maria da Fé e integra o circuito Caminhos do Sul de Minas.